# ليو مولر
ليو مولر (بالكرواتية: Adolf Müller)‏ هو رائد أعمال كرواتي، ولد في 1894 في زغرب في كرواتيا، وتوفي في 1941 في معسكر اعتقال ياسينوفاتس في كرواتيا.